# Meganne Boho
Meganne Loraine Boho Ceday ist eine ivorische Menschenrechtlerin. Sie ist insbesondere für ihren Einsatz für die Frauenrechte bekannt.

## Leben
Boho entstammt einer Familie mit Vorfahren aus dem Senegal und der Côte d’Ivoire. Ihre Leidenschaft für Führungsrollen, ehrenamtliche Tätigkeit und Frauenförderung entwickelte sie schon in jungen Jahren. Sie absolvierte ein Bachelorstudium in angewandter Linguistik. Sie hat zudem an mehreren von der US-Regierung finanzierten Programmen teilgenommen, darunter das Study of the US Institutes 2015 in den USA und das YALI RLC in Dakar, Lagos und weitere Programme in den Jahren 2016 und 2017. Boho engagiert sich bei Speak Up Africa und lebt in Côte d’Ivoire.

## Wirken
Als Präsidentin und Gründungsmitglied der Ivorischen Liga für Frauenrechte widmet sich Boho dem Einsatz gegen Gewalt an Frauen und der Überwindung von Geschlechterstereotypen. Ihre Aktivitäten umfassen Lobbyarbeit für rechtliche Reformen, die Bereitstellung von Unterstützungsangeboten für Frauen und digitalen Aktivismus. Ihre Arbeit hatte Einfluss auf die öffentliche Auseinandersetzung mit sexueller Gewalt in ihrem Heimatland, insbesondere durch die ivorische #MeToo-Bewegung. Sie trug mit ihrer Arbeit zur Stärkung des Bewusstseins und zur juristischen Aufarbeitung von Fällen sexueller Gewalt in ihrem Land bei, was zuletzt durch erfolgreiche Gerichtsverfahren gegen prominente Persönlichkeiten deutlich wurde.

## Auszeichnungen
Für ihr Engagement erhielt sie zahlreiche Auszeichnungen, darunter 2019 den Diana Award und 2022 den Deutsch-Französischen Preis für Menschenrechte und Rechtsstaatlichkeit.